# Vålerenga SK
Vålerenga SK, pełna nazwa Vålerenga Sjakklubb – norweski klub szachowy z siedzibą w Oslo, pięciokrotny mistrz kraju.

## Historia
Klub powstał w 2008 roku. W sezonie 2013/2014 zadebiutował w Eliteserien, ulegając jedynie Oslo SS; identyczny wynik osiągnięto w kolejnym sezonie. W 2015 roku norweski klub zadebiutował w Pucharze Europy, uzyskując siedemnaste miejsce. W sezonie 2015/2016 klub zdobył po raz pierwszy mistrzostwo Norwegii. W latach 2017–2019 zespół uzyskał trzy kolejne tytuły z rzędu. W 2017 roku Vålerenga zajęła szesnaste miejsce w Pucharze Europy. Rok później w tych rozgrywkach reprezentantem klubu był mistrz świata, Magnus Carlsen. Norweski klub zajął w klasyfikacji końcowej piąte miejsce, wygrywając z L’Échiquier Amaytois, Mołodiożką Tiumeń, DJK Aufwärts Aachen, Odlarem Yurdu i Alkaloidem Skopje, remisując z AVE Nový Bor oraz przegrywając z Miednym Wsadnikiem Petersburg. Rok później zespół został sklasyfikowany na szóstej pozycji. Uzyskano wówczas zwycięstwa z Kennemer Combinatie, MRU - ROSK Consulting Wilno, Rehovot Chess School, Slovenem Ruma i WorldTradingLab Club 64 Modena, ponadto norweski klub przegrał z AVE Nový Bor i SzSM Moskwa. W 2020 roku Vålerenga zajęła trzecie miejsce w Eliteserien, natomiast w sezonie 2021/2022 zdobyła piąty tytuł mistrzowski. W 2023 roku w mistrzostwach kraju klub uległ Offerspill SK, natomiast w sezonie 2023/2024 zajął trzecie miejsce w klasyfikacji.

## Arcymistrzowie w historii klubu
- Marin Bosiočić[17]
- Magnus Carlsen[10]
- Johan-Sebastian Christiansen[18]
- Julio Granda Zuñiga[19]
- Nils Grandelius[19]
- Jon Ludvig Hammer[20]
- David Howell[18]
- Kaido Külaots[21]
- Kjetil Lie[22]
- Borki Predojević[21]
- Markus Ragger[17]
- / Jewgienij Romanow[21][23]
- Nikola Sedlak[21]
- Aryan Tari[22]
- Mustafa Yılmaz[20]